# Heinolahti
Heinolahti är en vik i Finland.   Den ligger i landskapet Mellersta Finland, i den centrala delen av landet, 300 km norr om huvudstaden Helsingfors. Heinolahti ligger vid sjön Kivijärvi.